# Hospital Butler
O Hospital Butler é um hospital psiquiátrico e centro de reabilitação para dependentes de álcool  e substâncias privado, sem fins lucrativos para crianças, adolescentes, adultos e idosos, localizado em 345 Blackstone Boulevard, em Providence, Rhode Island. O hospital é afiliado à Warren Alpert Medical School da Universidade Brown e é o carro-chefe do renomado departamento de psiquiatria desta universidade. Juntamente com o Women & Infants Hospital e o Hospital Kent, o Hospital Butler foi um dos membros fundadores do sistema de saúde Care New England em 1996 

## História

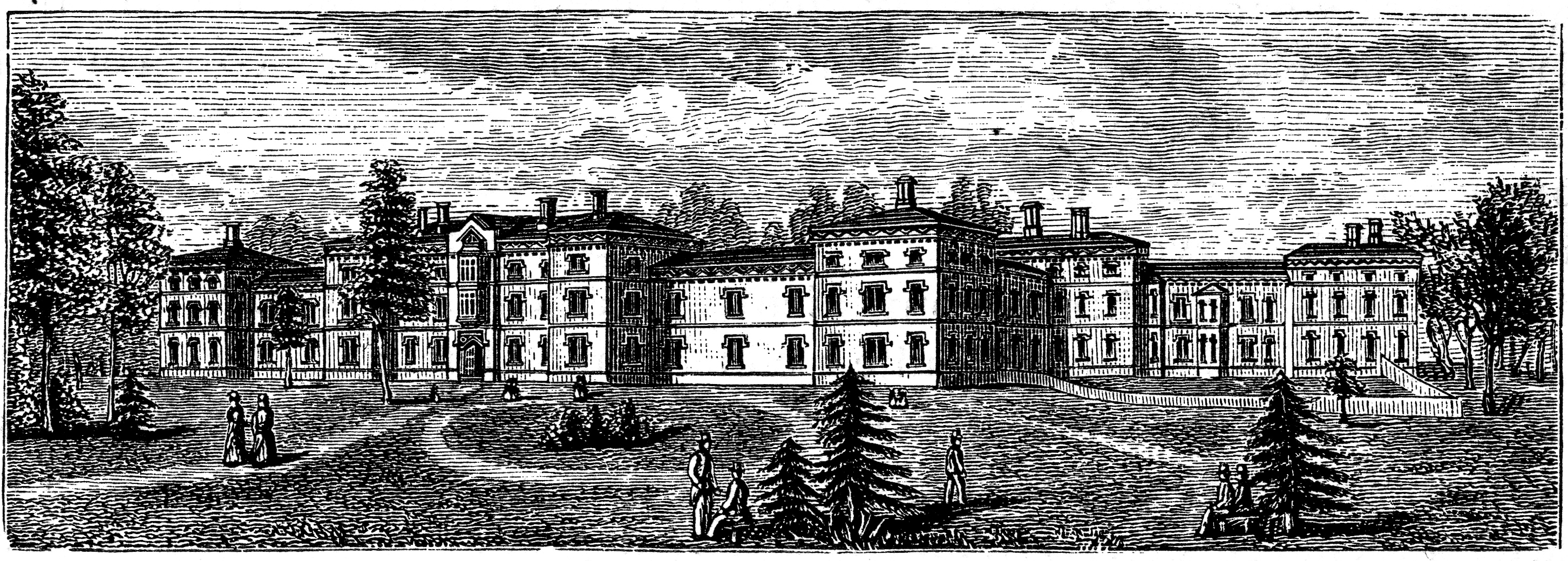
Hospital Butler, 1886

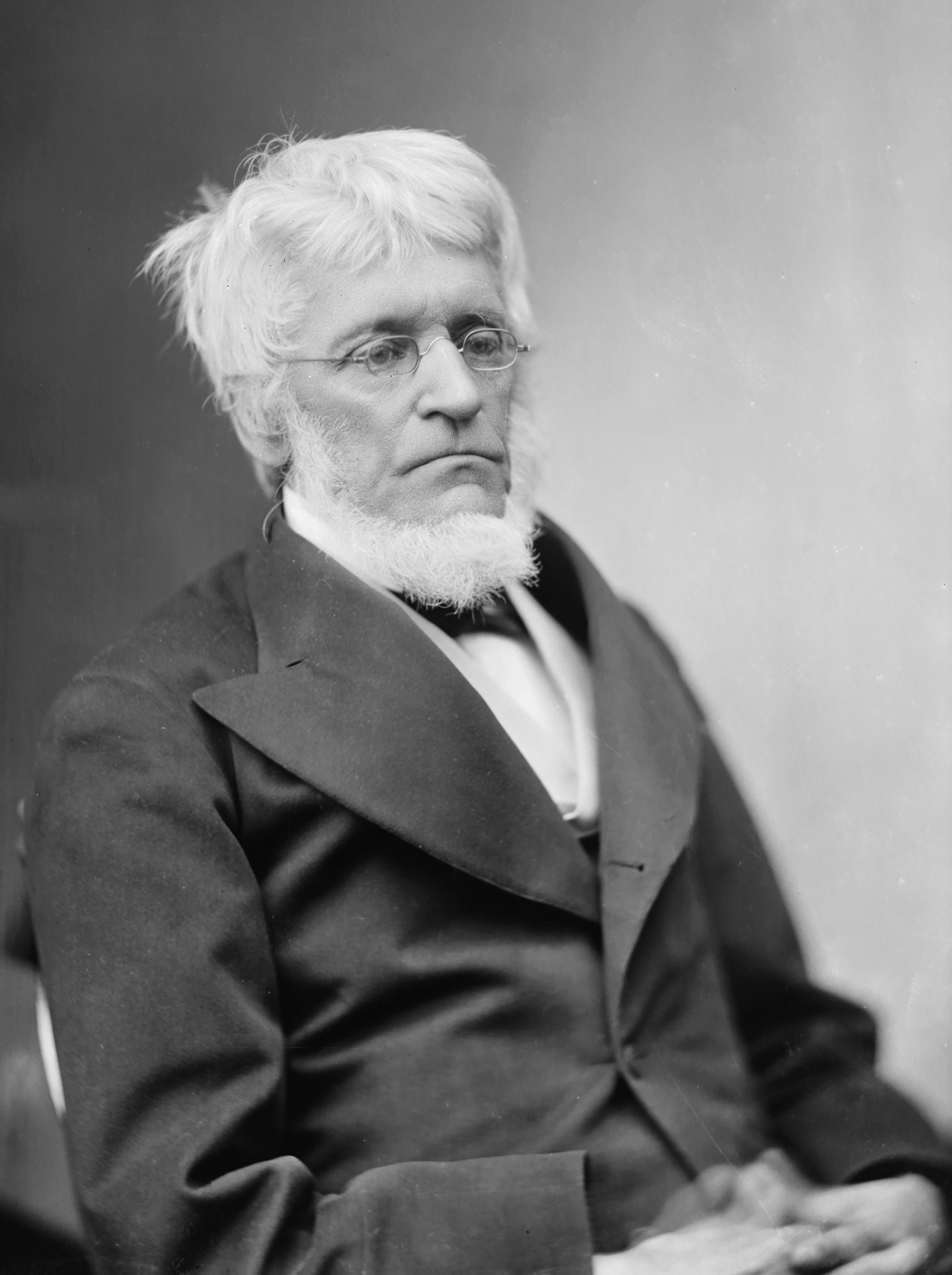
Isaac Ray, M.D., primeiro superintendente do hospital

A instalação foi fundada em 1844 como o primeiro hospital exclusivamente para a saúde mental de Rhode Island. O industrial Cyrus Butler doou muito para o hospital e, por isso, foi nomeado em sua homenagem. O filantropo ianque local Nicholas Brown, Jr. também doou uma grande quantia de dinheiro para construir um hospital que mais tarde se viria a tornar o Hospital Butler. O complexo gótico revivalista do Hospital Butler foi fundado em 1844 e inclui uma quinta de 1731 que ficava na propriedade quando foi adquirida pelo hospital. O complexo do hospital foi listado no Registo Nacional de Locais Históricos em 1976.
Em 1996, o Hospital Butler uniu-se ao Women & Infants Hospital e ao Hospital Kent para criar o Care New England Health System, a fim de melhorar continuamente a saúde e o bem-estar das pessoas nas comunidades que atendem.

## Operações atuais
O Hospital Butler é o único centro de tratamento psiquiátrico para adolescentes, adultos e idosos no sudeste da Nova Inglaterra, que fornece avaliações e tratamento para todas as principais doenças psiquiátricas e abuso de substâncias. Existem seis unidades de tratamento no programa de internação do hospital e o seu hospital parcial (ou diurno) é composto por três unidades adicionais. Butler não tem mais programas infantis, pois eles foram assumidos pelo Hospital Bradley em East Providence.
Como um centro de pesquisa reconhecido internacionalmente, Butler participa em muitas pesquisas, incluindo estudos sobre a depressão maior, o transtorno obsessivo-compulsivo, a doença de Alzheimer e outros transtornos de memória, depressão e ansiedade em cuidadores de pessoas com demência, abuso de substâncias e violência familiar, cessação do tabagismo e transtornos do movimento como, por exemplo, doença de Parkinson.
O Hospital Butler emprega aproximadamente 950 funcionários em tempo integral e parcial, clínico e não clínico, além de mais de 50 voluntários que auxiliam em quase todas as áreas do hospital.
Mary Marran é a Presidente e Diretora de operações, e George W. Shuster é o Presidente do Conselho.

## Reconhecimento
- Eleito um dos 30 melhores hospitais psiquiátricos dos EUA em 2004 pelo US News and World Report